# Madam & Little Boy
Madam & Little Boy (deutsch Dame & Bubi) ist ein schwedischer Kurzfilm von Magnus Bärtås aus dem Jahr 2009. In Deutschland feierte der Film am 4. Mai 2010 bei den Internationalen Kurzfilmtagen in Oberhausen Premiere.

## Handlung
Der Film analysiert das Leben der südkoreanischen Schauspielerin Choi Eun-hee (Madame Choi) und interpretiert die Genealogie diverser Monster als Aussage zur Atombombe Little Boy.

## Kritiken
„Für seine weitgesteckten Ziele, seine erfindungsreiche Rekrutierung der Mächte des Kinos, für die Wiederentdeckung der phantastischen und wahren Geschichte von Choi Eun-hee (Madame Choi) und ihres schicksalhaften Wegs durch die nord- wie südkoreanische Geschichte des 20. Jahrhunderts; für sein gewissenhaftes Abwägen des Kleinen wie des Großen, des Poetischen und Politischen, des Furchtbaren und Vertrauten; für das nahtlose Verweben besonderer Momente, umfassender und wiederholter historischer Pathologien, simpler Fakten und filmischer Epiphanien vergibt die Internationale Jury den Großen Preis an ‚Madame & Little Boy‘.“

## Auszeichnungen
Internationale Kurzfilmtage Oberhausen 2010
- Großer Preis der Stadt Oberhausen